# Hanne Krogh
Hanne Krogh (nascida a 24 de janeiro de 1956 em Haugesund; batizada como Hanne Krogh Sundbø) é uma cantora norueguesa. Gravou o seu primeiro álbum quando tinha apenas 14 anos, tendo um papel de relevo na música popular norueguesa desde então.  Em 1971, Krogh ela ganhou a final norueguesa para a Festival Eurovisão da Canção, a Melodi Grand Prix, com balada  pop Lykken er que não teve sucesso no Festival Eurovisão da Canção 1971, mas foi um sucesso na Noruega.  Contudo 14 anos mais tarde ela venceu o Festival Eurovisão da Canção 1985 em conjunto com Elisabeth Andreasson que formavam o dueto Bobbysocks. Ela também fez parte do quarteto Just4Fun que participou no Festival Eurovisão da Canção 1991.

## Discografia
- Hanne Krogh (1978)
- Nærbilde (1980)
- Alene (1982)
- Nordens vakreste (1982)
- Under samme sol (1983)
- Julens vakreste (1983)
- Bobbysocks (1984)
- Bobbysocks incl. Let it swing (1985)
- Waiting for the morning (Bobbysocks) (1986)
- Walkin´ on air (Bobbysocks) (1987)
- Hanne (1989)
- Ren 60 (Just4Fun) (1990)
- Those were the days (Just4Fun) (1991)
- Ta meg til havet (1992)
- 40 beste (1994)
- Prøysens barnesanger (1995)
- Reisen til den levende parken (1996)
- Julestjerner (1996)
- Egners barnesanger (1997)
- Vestavind (1998)
- God jul - Hannes beste julesanger (2000)
- Sanger fra barnas skattkammer (2002)
- Ved juletid (2002)
- God jul - Hannes beste julesanger (reutgivelse) (2006)